# Martin Tunström
Bo Martin Tunström, född 10 mars 1974 i Arvika östra församling, är en svensk journalist. Han är brorson till Göran Tunström och kusin med regissören Linus Tunström.
Tunström är filosofie magister i statsvetenskap efter studier i Lund och Uppsala. Han har tidigare varit vice ordförande i Föreningen Heimdal. Tunström var politisk chefredaktör och ledarskribent på den moderata tidningen Smålandsposten i Växjö 1999–2012. Sedan september 2012 arbetar han som politisk chefredaktör och ledarskribent på den moderata tidningen Barometern i Kalmar. Han var ordförande för Svenska Högerpressens förening 2007–2013. År 2002 belönades han med Föreningen Heimdals stipendium till Gunnar Heckschers minne. Tunström fick 2013 PJ-priset för att ha "drivit opinionsjournalistiken mot fördjupning och rikare idéinnehåll". År 2014 tilldelades han stiftelsen Svensk Tidskrifts pris för att ha "utvecklat regiontidningens betydelse som opinionsbildare". Martin Tunström fick Näringslivets skattedelegations mediepris hösten 2017.
Martin Tunström utnämndes till hedersdoktor vid Linnéuniversitetet hösten 2024.